# 솔라테라스
솔라테라스(영어: SOLAR TERRACE)는 태양광 발전 관련한 부품 제조 및 발전시설 시공을 하는 전문기업이다. 일반적인 태양광 업체와 달리 주요 부품을 직접 제조하는 행보로 다수의 특허와 KS인증을 획득하였다.

## 사업분야
- 태양광 발전사업 시설
- 주택용 3kW 발전시설
- 상업용 건물지원사업
- 미니 태양광 발전시설
- KS인증 부품 제조 및 생산

### 시공부문
- 주택 및 아파트
- 기업사옥 및 공장
- 학교 및 관공서

## 연혁
- 2017년 3월 2일 설립, 기술보증기금 선정 벤처기업인증
- 2018년 전기공사업 취득, 서울특별시 태양광 보급업체 선정
- 2019년 특허출원 - 해양 태양광 발전장[5]
- 2020년 특허출원 - 태양광 패널 거치대[6], 태양광 누적매출 100억원 달성
- 2022년 한국에너지공단 신재생에너지 보급 및 A/S 사업사 선정
- 2022년 한국산업표준 KS인증 부품 제조 성공
- 2025년 연매출 65억원 돌파, 포천시 '아파트 RE100 지원사업' 선정[7]

## 사업장
- 대한민국 경기도 고양시 덕양구 서오릉로 789-68(원흥동)

## 같이 보기
- 태양광 발전
- 한화큐셀앤드첨단소재
- 진코 솔라